# Nemo (sang)
"Nemo" er den tiende single fra det symnfoniske metalband Nightwish fra Finland. Det er den første single fra gruppens femte studiealbum Once.
Sangen bliver brugt til rulleteksterne på filmen The Cave fra 2005. Der blev udgivet en særlig version af musikvideoen, som indeholdt scener fra filmen.
Til den primære musikvideo var Antti Jokinen instruktør, som tidligere havde arbejdet med Shania Twain, Celine Dion og Eminem. Den nåede nummer 1 på MTV Brasil Video Chart. Sangen blev nomineret til Kerrang! Award for Best Single.

## Spor
| 1. | "Nemo" (radio edit)      | 3:50 |
| 2. | "Nemo" (orchestral edit) | 3:51 |

| 1. | "Nemo" (w/ fade out)                            | 4:28 |
| 2. | "Planet Hell"                                   | 4:42 |
| 3. | "White Night Fantasy" (non-album bonus track)   | 4:05 |
| 4. | "Nemo" (orchestral version)                     | 4:37 |
| 5. | "Enhanced Part" (studio report / photo gallery) | 4:05 |

| 1. | "Nemo" (w/ cold end)                            | 4:36 |
| 2. | "Live to Tell the Tale" (exclusive bonus track) | 5:02 |
| 3. | "Nemo" (orchestral version)                     | 4:37 |
| 4. | "Nemo promotional video" (m-peg)                | 4:05 |

| 1. | "Nemo" (w/ cold end)                            | 4:36 |
| 2. | "White Night Fantasy" (non-album bonus track)   | 4:05 |
| 3. | "Nemo" (orchestral version)                     | 4:37 |
| 4. | "Planet Hell"                                   | 4:42 |
| 5. | "Live to Tell the Tale" (non-album bonus track) | 5:02 |

| 1. | "Nemo" (video / stereo & 5.1)         | 4:05 |
| 2. | "Nemo" (audio / stereo & 5.1)         | 4:36 |
| 3. | "Planet Hell" (audio / stereo & 5.1)  | 4:42 |
| 4. | "The Making of Nemo" (video / stereo) |      |

## Hitlister
| Hitliste (2004-2008)        | Højeste placering |
| --------------------------- | ----------------- |
| Brazil (ABPD)               | 51                |
| Finnish Top 40 Singles      | 1                 |
| Brazilian MTV Top 10 Charts | 1                 |
| Hungarian Singles Chart     | 1                 |
| Greek Singles Chart         | 2                 |
| Portuguese Top 50 Singles   | 3                 |
| Norwegian Singles Chart     | 4                 |
| German Top 100 Singles      | 6                 |
| Slovakian Singles Chart     | 8                 |
| UK Rock Chart               | 8                 |
| European Hot 100 Singles    | 11                |
| Austrian Ö3 Top 40          | 12                |
| Swedish Top 60              | 12                |
| Swiss Top 100 Singles       | 14                |
| Dutch Mega Single Top 100   | 64                |

## Certificering
| Land    | Certificering |
| ------- | ------------- |
| Finland | Platin        |